# 中山大学护理学院

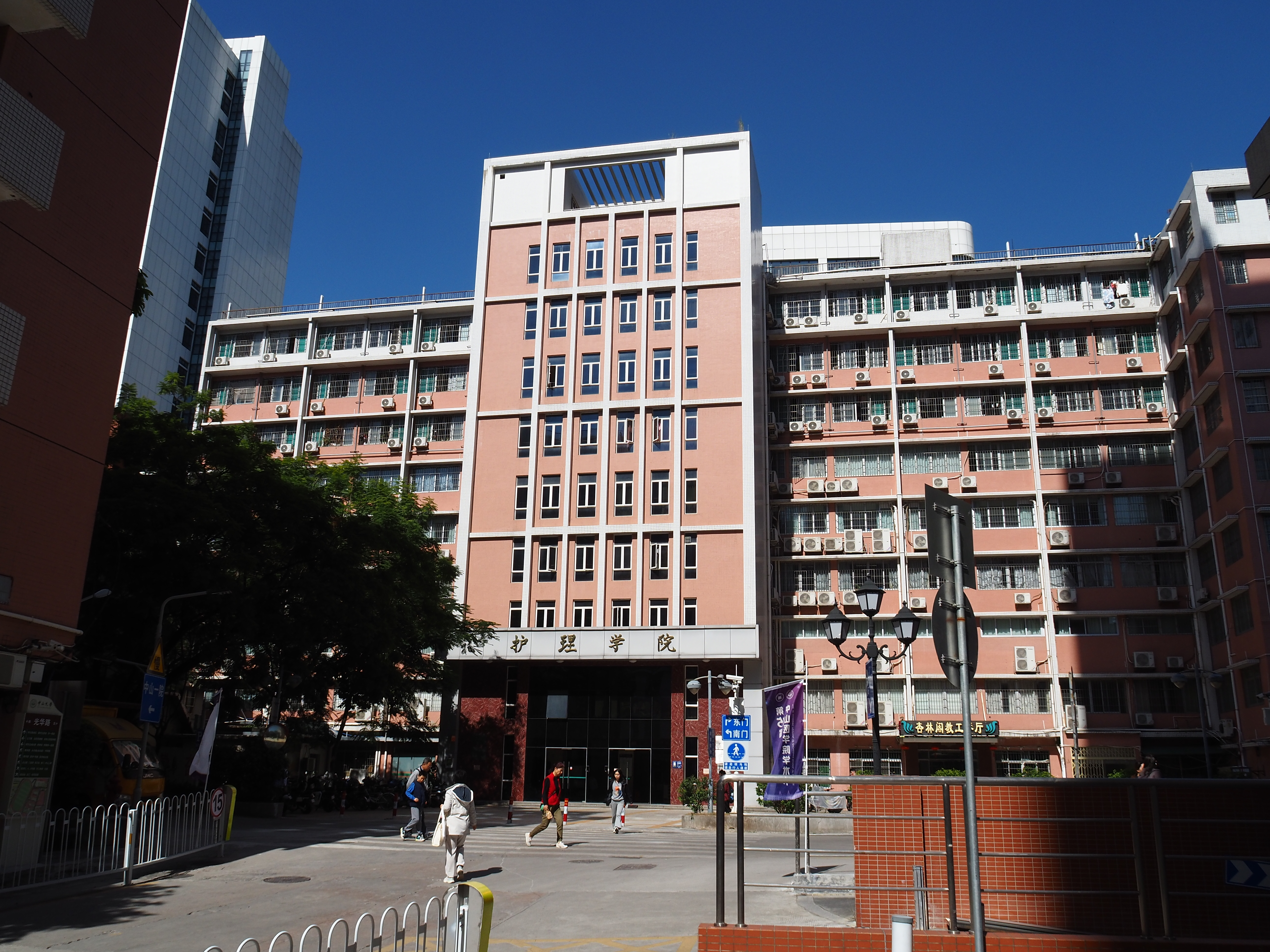
中山大学护理学院楼

中山大学护理学院（School of Nursing, Sun Yat-sen University），是中山大学下属院系之一，成立于1998年5月8日，其前身成立于1913年。该院位于中山大学广州校区北校园。

## 沿革
中山大学是中国第一批、华南地区最早开展高等护理教育的学校，其护理教育办学历史可以追溯中华民国成立之初。民国二年（1913年），博济医院高级护士职业学校成立，由医院负责办学，教学由资历较长的医护人员承担。民国十四年（1925年），国立中山大学医学院附属医院护士助产学校成立。此时，二校学制均为三年，招收的学员均为初中毕业生。
1953年，博济医院高级护士职业学校与中山大学医学院护士学校合并为华南医学院护士学校，隶属于华南医学院。1957年，随学校更名改称为中山医学院附设护士学校。在此时期，学校招收的学员仍然以初中毕业生为主。1963年，该校开设医学实验技士专业，学制三年，招收高中毕业生。文化大革命期间，附设护士学校停办。但是，中山医学院先后举办了4期护训班、护专班，共培养护士640人。
1978年，中山医学院附设护士学校复办。1985年，更名为中山医科大学附设卫生学校。同年，附设护士学校开设开设护理学本科专业，成为中国第一批在高等教育开展护理教育的学校。1987年，以附设护士学校护理学本科教育为基础，中山医科大学护理学系成立。1998年，该系改建为中山医科大学护理学院。2001年，中山医科大学并入中山大学，该院更名为中山大学护理学院。

## 专业设置
截止至2022年7月，中山大学护理学院有护理学一级学科博士学位授予权，招收护理学博士研究生、硕士研究生，并开设护理学本科专业。此外，该院还开设护理硕士专业学位教育。